# Etiologija
Etiologíja (tudi aitiologíja) je veda o vzrokih pojavov. Beseda izhaja iz stare grščine ( αἰτιολογία, aitiologia – αἰτία, aitia = "vzrok"; λογία, logia = "veda").
V medicinskem izrazju pomeni vedo o vzrokih bolezni, uporablja pa se tudi kot sopomenka za bolezenski vzrok.